# Sungai Tujoh
Sungai Tujoh, també abreujat com Sg. Tujoh, és el punt més occidental de Brunei. Està situat en el districte de Belait. El nom de l'àrea es deriva de dues paraules malaies de Brunei: Sungai, que significa riu o rierol, i Tujoh o el número set. Literalment, Sungai Tujoh es tradueix com el Setè Riu o Setè Rierol en català.
Encara que a vegades se'n diu Kampong Sungai Tujoh, no hi ha cap assentament permanent en la zona. Hi ha un lloc de duanes i impostos especials i un lloc d'immigració a Sungai Tujoh, amb una plantilla de 46 funcionaris d'immigració, així com un lloc de control policial la funció del qual és vigilar la frontera nacional, salvaguardar la seguretat del país i prevenir la delinqüència.